# Iain De Caestecker
Iain De Caestecker [/ˈiːən də ˈkæskər/] (* 29. prosince 1987 Glasgow, Skotsko, Spojené království) je skotský televizní a filmový herec, nejvíce proslavený rolemi ve filmech Shell (2012), In Fear (2013), Not Another Happy Ending (2013) a Lost River (2014) a rolí agenta Lea Fitze v televizním seriálu stanice ABC Agenti S.H.I.E.L.D.

## Životopis
De Caestecker se narodil 29. prosince 1987 ve skotském městě Glasgow. Má dvojče, Nicky, a dva starší bratry, Calluma a Gordona. Jeho rodiče jsou lékaři. Jeho matka, Linda De Caesteckerová, je ředitelkou veřejného zdraví (DPH) pro NHS Greater Glasgow a Clyde, největší zdravotní komisi ve Skotsku. Pracovala jako porodník a gynekolog v různých částech Spojeného království a v západní Africe. Je čestnou profesorkou na univerzitě v Glasgow.
Studoval na Langside College a momentálně žije v Los Angeles.

## Kariéra
Iain De Caestecker začal svoji hereckou kariéru již v dětství. V roce 1999 hrál v krátkometrážním filmu Billy and Zorba a o rok později v celovečerní hororové komedii Příběhy upírka Rudolfa. Následující rok se poprvé objevil jako Adam Barlow v Coronation Street, nejdelší a nejsledovanější televizní telenovele ve Velké Británii. Objevil se v 54 epizodách, než byl vyměněn starším hercem. Hrál také hlavní roli v seriálu BBC The Fades a Young James Herriot, která mu vynesla nominaci na cenu BAFTA Scotland pro nejlepšího herce / herečku v televizi. Psychologický horor In Fear měl premiéru na filmovém festivalu Sundance v roce 2013 měl velký úspěch. Téhož roku se De Caestecker objevil ve Filth a Not Another Happy Ending. Druhý zmíněný film mu vynesl druhou nominaci na cenu BAFTA Scotland, tentokrát v kategorii nejlepší herec / herečka ve filmu. Objevil se také ve videoklipu k písni Gabrielle Aplin „Please Don't Say You Love Me“.
V roce 2013, při své první návštěvě v Los Angeles, získal De Caestecker pravidelnou roli Lea Fitze v televizním seriálu Agenti S.H.I.E.L.D., kde zůstal až do sedmé, poslední série seriálu, kde byl pouze ve vedlejší roli, kvůli naplánovaným předchozím závazkům. Také v roce 2013 dostal hlavní roli v celovečerním debutu Ryana Goslinga Lost River. Film měl premiéru na filmovém festivalu v Cannes 2014 a v USA byl uveden 10. dubna 2015.
V roce 2016 jeho role ze seriálu Agenti S.H.I.E.L.D. byla animována pro epizodu seriálu Marvel's Ultimate Spider-Man vs. Sinister six, kde De Caestecker propůjčil svůj hlas.
V roce 2018 si De Caestecker zahrál ve filmu Overlord, který měl premiéru na Fantastic Fest 2018. Film získal dvě nominace na Saturn Awards 2019.
V roce 2020 hrál De Caestecker mladého Douglase Petersena ve čtyřdílné minisérii Us od stanice BBC One, založené na stejnojmenném románu Davida Nichollse. Ve stejném roce také hrál po boku Hugha Laurieho v politicko-thrillerové sérii Roadkill.
Čerstvě po ukončení práce na Roadkillu v lednu 2020 byl De Caestecker obsazen do hororového filmu Upstairs.

## Filmografie

### Film
| Rok  | Název                    | Role                | Poznámky    |
| ---- | ------------------------ | ------------------- | ----------- |
| 1999 | Billy and Zorba          | Billy               | Krátký film |
| 2000 | Příběhy upírka Rudolfa   | Nigel               |             |
| 2003 | 16 Years of Alcohol      | Frankie (jako dítě) |             |
| 2003 | All Over Brazil          | Steven              | Krátký film |
| 2012 | Tam nahoře               | Tommy               | Krátký film |
| 2012 | Shell                    | Adam                |             |
| 2013 | In Fear                  | Tommy               |             |
| 2013 | Not Another Happy Ending | Roddy               |             |
| 2013 | Sviňák                   | Ocky                |             |
| 2014 | Lost River               | Bones               |             |
| 2014 | Liam & Lenka             | Liam                | Krátký film |
| 2018 | Overlord                 | Morton Chase        |             |
| 2020 | Upstairs                 | Tim                 | Krátký film |

### Televize
| Rok       | Název                                  | Role                    | Poznámky                                               |
| --------- | -------------------------------------- | ----------------------- | ------------------------------------------------------ |
| 2001      | Monarch of the Glen                    | Angus 'Ricky' MacDonald | díl 2.8                                                |
| 2001–2003 | Coronation Street                      | Adam Barlow             | vedlejší role, 20 dílů                                 |
| 2002      | Rockface                               | Dan                     | díl 1.3                                                |
| 2009      | River City                             | Stuart                  | díl 1.607                                              |
| 2009      | Taggart                                | Davy Kincaid            | díl: „So Long Baby“                                    |
| 2010      | Lip Service                            | Darren                  | 4 díly                                                 |
| 2011      | The Fades                              | Paul Roberts            | mini-seriál, 6 dílů                                    |
| 2011      | Young James Herriot                    | James Herriot           | mini-seriál, 3 díly                                    |
| 2012      | The Secret of Crickley Hall            | Percy Judd              | mini-seriál, 3 díly                                    |
| 2013–2020 | Agenti S.H.I.E.L.D.                    | agent Leo Fitz          | hlavní role: 1–6 řada, vedlejší role: 7 řada; 126 dílů |
| 2016      | Ultimate Spider-Man vs. the Sinister 6 | agent Leo Fitz          | hlas, díl: "Lizards"                                   |
| 2016      | Agenti S.H.I.E.L.D.: Slingshot         | agent Leo Fitz          | díl: "Progress"                                        |
| 2020      | Us                                     | Douglas (jako dítě)     | minisérie; 4 díly                                      |
| 2020      | Roadkill                               | Duncan Nock             | minisérie; 4 díly                                      |
| 2022      | The Control Room                       | Gabe                    | minisérie; 3 díly                                      |

### Videohry
| Rok  | Název                | Role                   |
| ---- | -------------------- | ---------------------- |
| 2012 | Assassin's Creed III | Fillan McCarthy (hlas) |

### Hudební videa
| Rok  | Název                          | Umělec          |
| ---- | ------------------------------ | --------------- |
| 2012 | „Please Don't Say You Love Me“ | Gabriella Aplin |

## Ocenění a nominace
| Rok  | Ocenění                        | Kategorie                                                                          | Práce                                                                      | Výsledek  |
| ---- | ------------------------------ | ---------------------------------------------------------------------------------- | -------------------------------------------------------------------------- | --------- |
| 2012 | BAFTA Scotland Award           | nejlepší seriálový herec                                                           | Young James Herriot                                                        | nominace  |
| 2013 | BAFTA Scotland Award           | nejlepší filmový herec                                                             | Not Another Happy Ending                                                   | nominace  |
| 2014 | SET Awards                     | SET Engineer Award                                                                 | Agenti S.H.I.E.L.D.                                                        | vítězství |
| 2015 | TVLine's Performer of the Week | nejlepší herecký výkon                                                             | Agenti S.H.I.E.L.D. (za díl: „Přírodní zákony“)                            | vítězství |
| 2017 | TVLine's Performer of the Week | nejlepší herecký výkon                                                             | Agenti S.H.I.E.L.D. (spolu s Elizabeth Henstridge, za díl: „Sebeovládání“) | nominace  |
| 2017 | TVLine's Performer of the Week | nejlepší seriálový herec/herečka roku                                              | Agenti S.H.I.E.L.D.                                                        | nominace  |
| 2017 | TVLine's Performer of the Year |                                                                                    | Agenti S.H.I.E.L.D.                                                        | nominace  |
| 2019 | TVLine's Performer of the Week | Agenti S.H.I.E.L.D. (spolu s Elizabeth Henstridge, za díl: „Před čím nelze utéct“) | vítězství                                                                  |           |